# 奇寵格
奇寵格（1703年—？），字颖士，索佳氏，滿洲鑲白旗人，清朝政治人物。

## 生平
雍正四年（1726年）丙午科舉人。乾隆初為福州將軍衙門筆帖式。乾隆十八年（1753年）任德化縣知縣。歷署福州府同知、通判、知府。乾隆二十六年（1761年）升貴州思南府知府，調山西潞安府、福建興化府。乾隆三十年（1765年）任臺灣道。隔年，因為臺北原住民超越番漢隘線且殺人，並受到時任臺灣府淡水撫民同知李俊原的蒙蔽，向閩浙總督蘇昌謊報被台灣原住民所殺害的平民人數，之後受到牽連，去職查辦。。
乾隆三十六年（1771年），因為臺灣缺乏治事官員，因而又被閩浙總督崔應階薦舉，復任原職。。乾隆三十九年（1774年），奇寵格調回福建擔任糧驛道。乾隆四十一年（1776年），陞任福建按察使。
奇寵格是清代台灣的地方官當中頗有政績的一位，也是著名清官。與清代嶺南三大清官之一的陳璸齊名。